# Јеврем Хајдуковић
Јеврем Хајдуковић (4. март 1923, Црмница, Краљевина СХС - 20. април 2013, Улцињ, Црна Гора) био је црногорски песник, оснивач школа и наставник. Један је од пионира хаику поезије у Србији и Црној Гори.

## Биографија
Јеврем Хајдуковић рођен је 1923. године у селу Подгор, Црмничко племе, у Старој Црној Гори. Потиче из богате трговачке породице, али му је дјед Јоко изгубио скоро сву имовину, укључујући и бродове, у току Великог рата. Основну школу и гимназију учио је у Котору а Учитељску школу на Цетињу. Школовање је накратко прекинуо због Другог свјетског рата, али је након њега наставио и завршио Вишу педагошку школу (одсјек биологија-хемија). У својој веома дугој образовној каријери био је оснивач школа, учитељ и благајник у тешко приступачним црногорским селима (Тепачко Поље, Лозна, Цуцка Бата, Горња Заљут). 1956. се преселио у Улцињ, гдје се налазила стара кућа његовог дједа и ту је остао до краја живота. У Улцињу је био наставник (у основној и средњој школи), те помоћник директора и директор.
Био је члан Хаику удружења Србије и Црне Горе и Удружења књижевника Црне Горе. Учествовао је у Народноослободилачком рату (1941-1945), гдје је стекао чин капетана 1. класе. У периоду 1963.-1973. био је дописник Вечерњих новости. Преминуо је 20. априла 2013. у својој кући у Улцињу у 90-ој години.

## Хајдуковићев књижевни рад
Један је од првих писаца хаикуа на нашим просторима. Писао је савремену и хаику поезију. Заступљен је у антологији хаику поезије у Црној Гори, у антологијама хаику фестивала у Оџацима (Србија) и међународном хаику фестивалу у Новом Саду, те у лексикону jугословенског хаику песништва у издању Трешњев лист:
| „ | На гробу мајке први цвијет љубичице - роса и суза. | ” |
|   |                                                    |   |

Хаику песме му је на руски превео Александар Шево. Преведен је и на енглески, јапански и албански језик.
Песме је објављивао у подгоричком дечијем часопису Осмијех, дневном листу Побједа, Просвјетни рад, као и у књижевним новинама Свитак, хаику часописима Мали Паун и Паун и часопису за дечју књижевност Момчило. Заступљен је у избору поезије посвећеном Бранку Миљковићу, Галаксији Миљковић (2001), са песмом Дуга о врату.
Јеврем је поезији као форми дао једно ново молитвено искуство у којој је он мудролик и васколик свештеник, који над заустављеним животом налази начина да дух врати у вјечни свијет. Он је открио све тајне Сунца и сва предосјећања држи скрајнута, ма колико се она подразумевала.— Давид Шерман
Заступљен је и у антологији светске хаику поезије и монографији Хаику савеза Србије и Црне Горе (1999-2009), као и у Савремена црногорска књижевност за дјецу и младе.

## Награде и признања
° 14. Ито Ен Ои Оча у Јапану, за хаику на енглеском језику. (2002)
° Лирски печат за књижевно дјело које подстиче етичке и трајне вриједности у људском животу и његује црногорску књижевност у погледу садржаја, књижевних и умјетничких вриједности. (2012)
° 2017. године посвећен му је међународни хаику фестивал „Природа у оку“, где су награђени писци добили медаљу са његовим ликом.
° Много других награда на такмичењима у хаикуу широм Балкана.

## Дела
— Сутјеска (1977),
— Град којим хода сунце (1995),
— Звук плаве виолине (2001),
— Храм од цвјетова (2004),
— Орлов крш (2005),
— Док мудрац ћути (2006),
— Звоно (2008),
— Под небеским олтаром (2011) и
— Прасак зоре (2012).